# Battaglia del Crimiso
(Plutarco, Vite Parallele, Timoleonte, 27)
La battaglia del Crimiso fu combattuta dai Siracusani e dai Cartaginesi nel 341 a.C. Prende il nome dal fiume Crimiso, presso cui fu combattuta.

## Prodromi
Nel 343 a.C. i Cartaginesi avevano invano tentato di contrastare la conquista di Siracusa da parte di Timoleonte, e avevano dovuto ritirare le loro truppe dalla Sicilia orientale; insofferente della presenza di Timoleonte nella loro sfera di influenza, e sollecitati da Iceta di Leontini, i Cartaginesi raccolsero un esercito di oltre 70 000 uomini, reclutati in Libia, Penisola iberica, Gallia e Liguria, tra cui circa 10 000 cavalieri e 2500 componenti il «Battaglione Sacro», composto solo da nobili. Posta al comando di Amilcare e Asdrubale e appoggiata da 200 navi da guerra, l'armata cartaginese fu trasportata in Sicilia da una flotta, che sbarcò le truppe nei pressi di Lilibeo, verso la fine di maggio del 341; l'intento era quello di attaccare Siracusa, per scacciare tutti i Greci dalla Sicilia.

## Campagna di Timoleonte
Nel giugno del 341 a.C., Timoleonte, comandante dell'esercito siracusano, si trovava a otto giorni di cammino da Siracusa e devastava le campagne delle città filo-puniche. Al suo contingente si era unito quello dei suoi ufficiali Demareto e Dinarco, contingente costituito da soldati delle città strappate dai due ufficiali al dominio punico, al comando di circa 12 000 uomini, di cui 1 500 cavalieri (secondo Plutarco 6 000 uomini, di cui circa 1000 cavalieri).

## Attacco cartaginese
L'esercito cartaginese, appena sbarcato ebbe notizie dell'incursione di Timoleonte e decise di attaccarlo immediatamente, e mentre stava lasciando le zone dell'incursione si mise in marcia verso i Siracusani e li raggiunse, il 9 giugno in prossimità del fiume Crìmiso (o Crimìsso). Nel frattempo Timoleonte aveva raccolto un esercito di circa 13 000 uomini, composto da 3 000 Siracusani, qualche migliaio di mercenari ed alcuni gruppi di volontari, tra cui Siculi e Sicani raccolti in fretta, tra cui circa 1500 cavalieri, e con coraggio si mise in marcia, in territorio nemico, contro i Cartaginesi.
Durante la marcia alcune truppe mercenarie si ribellarono, e Timoleonte fu costretto a congedare un migliaio di mercenari.

## La battaglia sul fiume Crimiso
Quando l'esercito siracusano, protetto dalla foschia, arrivò al Crimiso, nei pressi di Segesta, sorprese i Cartaginesi all'attraversamento del fiume, in un terreno paludoso che non permetteva di muoversi liberamente: particolarmente svantaggiato dalla morfologia del terreno fu il Battaglione Sacro, reso lento dalle ingombranti armature e dal pesante armamento.
Timoleonte affidò a Demareto la cavalleria ordinandogli di aggirare le quadrighe nemiche e di attaccare sui fianchi l'esercito che si stava ancora schierando.
Guidò quindi personalmente i suoi opliti all'attacco al centro dello schieramento cartaginese disponendo i sicelioti ai lati: iniziato lo scontro corpo a corpo, un improvviso e violento temporale fece aumentare il livello dell'acqua e trasformò l'area in una vera palude. Per le truppe scelte puniche, impantanate e poste più in basso rispetto ai nemici, fu un disastro: la prima fila di quattrocento uomini fu sgominata dall'impeto dei Siracusani avvantaggiati anche dalla direzione della pioggia mista a grandine. Gli altri combattenti, in gran parte mercenari, sgomenti nel vedere le truppe d'élite in grande difficoltà, cedettero a loro volta e finirono per ostacolarsi a vicenda nel tentativo di fuga.

## Crollo e resa cartaginese

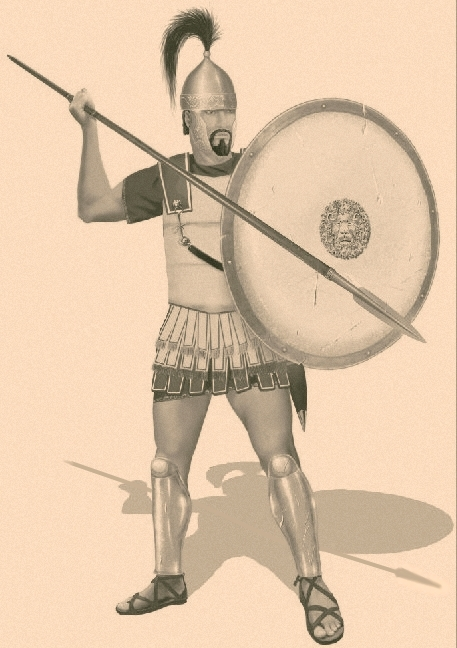
Oplita del Battaglione Sacro cartaginese

La disfatta Cartaginese fu gravissima: Timoleonte fece ben 15 000 prigionieri e si impadronì di tutti gli armamenti e di tutte le vettovaglie del campo cartaginese. Sul campo rimasero circa diecimila punici, compresi tutti i soldati del Battaglione Sacro. I sopravvissuti ripararono a fatica a Lilibeo. Timoleonte, dato che la flotta punica era ancora di fronte alla costa di Lilibeo, rinunciò ad assediare la città e, lasciati alcuni contingenti a saccheggiarla, fece rientro a Siracusa.
Timoleonte inviò a Corinto le più belle armature nemiche nella speranza:
(Plutarco, Timoleonte, 29)

## Lapace armata
La pace armata susseguente alla battaglia stabiliva come confine delle due sfere di influenza il fiume Alico (oggi Platani). Nonostante la sconfitta i Cartaginesi continuarono la lotta, riallacciando i rapporti coi pochi tiranni rimasti, Hiketas di Lentini, che li aveva aiutati al Crimiso, Mamerkos di Katana e Hippon di Messana che, abbandonata l'alleanza con Timoleonte, avevano riallacciato i rapporti con Cartagine, la quale, nel 340, aveva richiamato in patria Gescone, figlio di Annone, che era stato esiliato col padre tre anni prima. Gescone arruolò mercenari Greci ed essi, sbarcati a Messana, riportarono due vittorie sulle truppe siracusane, prima a Messana stessa, poi a Ietai, nella Sicilia occidentale. Ma l'anno dopo Cartagine, dopo la sconfitta di Hiketas, a Damyras e la successiva conquista di Katana da parte di Timoleonte, nel 339, iniziò una trattativa di pace che portò al riconoscimento da parte greca che la provincia cartaginese arrivasse al fiume Alico, mentre i Cartaginesi riconobbero l'indipendenza di tutte le città greche ad oriente di quel fiume. I Cartaginesi inoltre si impegnarono ad astenersi da qualsiasi alleanza con eventuali tiranni della zona greca ed infine ogni cittadino greco della provincia cartaginese, se lo avesse desiderato, era libero di trasferirsi a Siracusa.

## Conseguenze
Molto probabilmente il trattato era benevolo nei confronti dei Cartaginesi sconfitti, ma bisogna considerare che Timoleonte in quel periodo era ancora in lotta contro gli ultimi tiranni e considerò molto positivo l'aver rotto il fronte comune tra i tiranni e Cartagine.
La pace coi Cartaginesi ed il conseguente status quo furono così garantiti per parecchi anni.